# Сандроне, Стефано
Стефано Сандроне (1 февраля 1988) – итальянский нейроученый и Teaching Fellow в Имперском колледже Лондона.

## Биография и научные труды
Стефано Сандроне родился в городе Канелли, Италия 1 февраля 1988 года. Получил степень доктора наук в области нейронауки в Королевском колледже Лондона, Соединённое Королевство, где позднее начал свою профессиональную деятельность в качестве Teaching Fellow.
В 2014 году он прошёл конкурсный отбор среди молодых исследователей и стал участником 64-й Встречи с Нобелевскими лауреатами в Линдау по физиологии и медицине, в котором приняли участие 37 Нобелевских Лауреатес,, а также вошёл в список «Самых перспективных итальянцев в возрасте до 35 лет» , опубликованный в журнале Wired.
В 2015 году опубликовал в соавторстве книгу Brain Renaissance, за что был удостоен премии биеннале за выдающуюся книгу в истории нейронауки , присуждаемой Международным обществом истории нейронауки. Также он стал одним из авторов 41-го издания популярного англоязычного учебника анатомии человека Анатомия Грея. 
В 2016 году С. Сандроне получил премию имени H. Richard Tyler, присуждаемую Американской академией неврологии , и уже в следующем году был избран вице-президентом отделения истории неврологии данной академии, став таким образом самым молодым вице-президентом в составе Американской академии неврологии. В 2017 году был включён в состав Академии высшего образования Великобритании.
Среди научных достижений С. Сандроне следует отметить обнаружение и введение в научный оборот рукописи, представляющей первый в истории эксперимент по функциональной нейровизуализации, о чём сообщалось в различных изданиях.